# Marussia F1 Team
A Marussia F1 Team, később Manor Marussia F1 Team kezdetben orosz, később angol kezekben lévő Formula–1-es csapat volt, amely a Virgin Racing utódaként jött létre. 2012-től 2015-ig szerepelt a mezőnyben, utána átadta helyét a Manor Racingnek. Fennállása alatt elért legjobb eredménye (és egyetlen pontszerzése) Jules Bianchi kilencedik helye volt a 2014-es monacói nagydíjon.

## Története

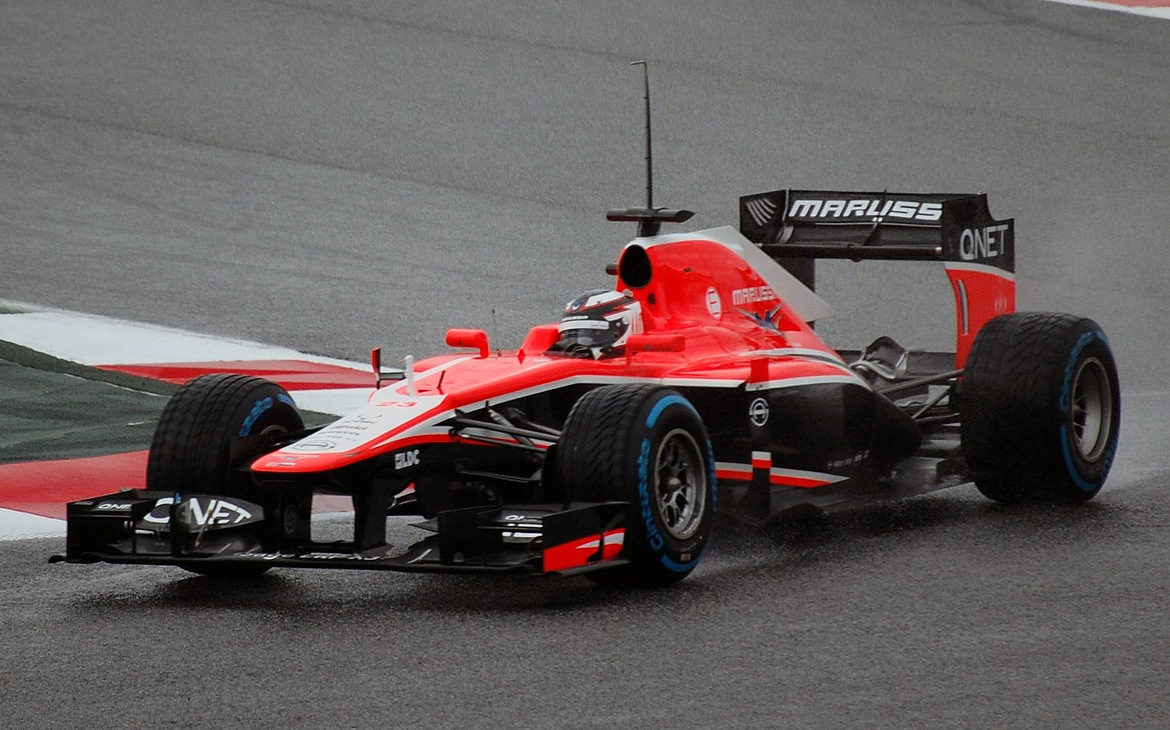
Max Chilton a 2013-as szezon előtti teszten

Formula–1-es csapat, 2010-től tagja a királykategória mezőnyének. 2009. június 19-én jelentette be a Nemzetközi Automobil Szövetség, hogy Nick Wirth istállójának pályázata sikeres, így egyike lehet a következő év négy új csapatának.
November elején szerződést kötöttek az F1-től búcsúzó Toyota istálló egykori pilótájával, Timo Glockkal. December 15-én fény derült másik versenypilótájukra is, a sikeres GP2-es éveket maga mögött tudó, korábbi Renault-tesztpilóta, Lucas di Grassi mellett döntött a csapatvezetés.
Az eredetileg Manor GP néven nevező csapat az F1-es szerepvállalását megelőzően alsóbb kategóriákban, elsősorban a Formula–3-ban szerepelt, a brit szériában egyebek közt Kimi Räikkönen és Lewis Hamilton is velük érte el első sikereit. A csapat főszponzora a Virgin Group lett, ezért a csapat úgy döntött, hogy nem Manor GP, hanem Virgin Racing néven debütál. 2011. február 4-én jelentették be, hogy brit helyett orosz licenccel, Marussia Virgin Racing néven versenyeznek majd. A csapat a sorozatosan mutatott gyenge teljesítménynek köszönhetően szakított Nick Wirth főtervezővel, akinek helyét a korábban a Renault F1 csapatát erősítő Pat Symonds vette át tanácsadói státusszal.

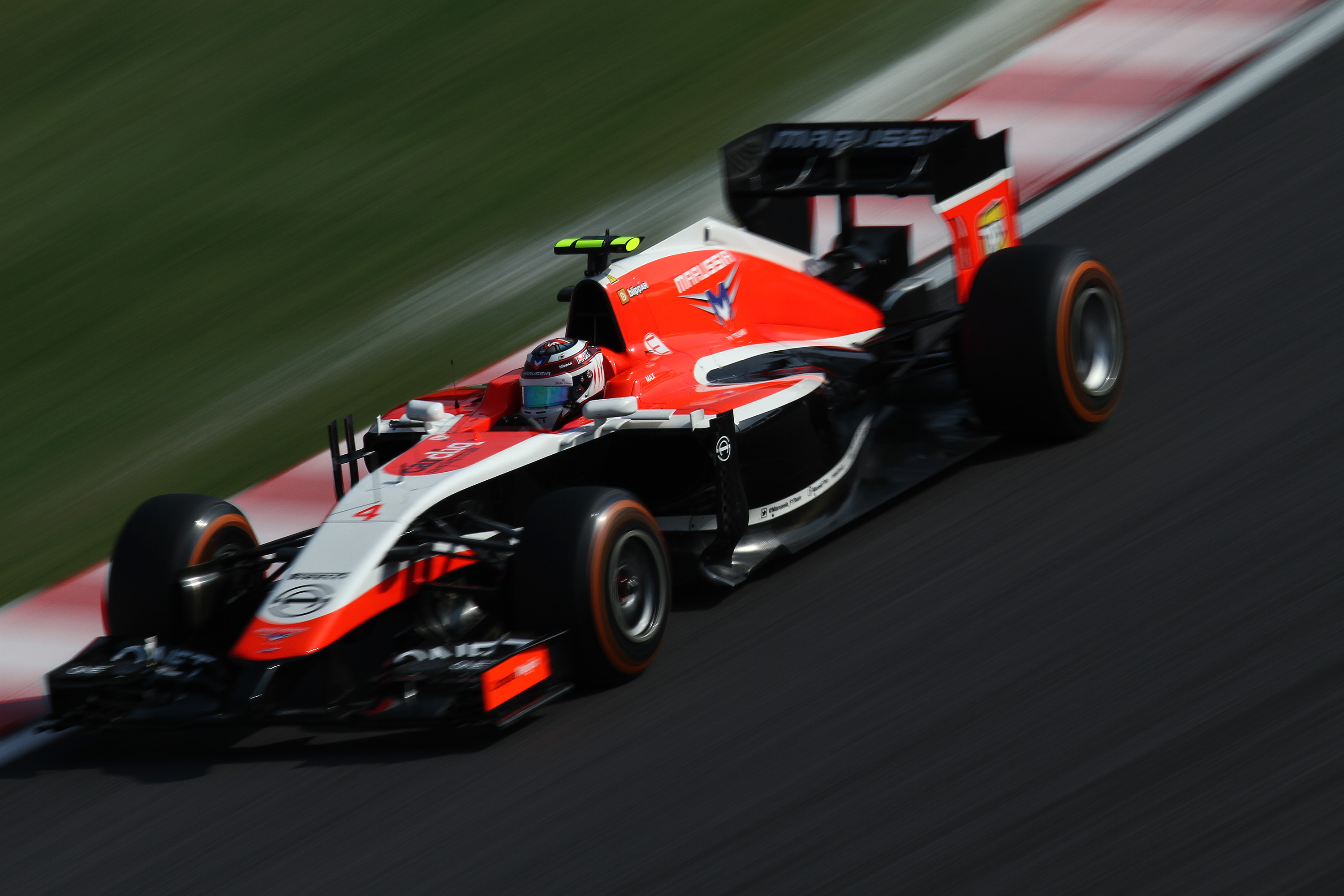
Max Chilton a 2014-es Japán nagydíj szabadedzésén

2012-től a Virgin nevet elhagyva Marussia F1 Teamként szerepeltek. Timo Glock mellett a francia Charles Pic lett a csapat másik pilótája. Autójuk a HRT mellett (amely az első futam után vetette ki kocsijukból) az egyedüli volt, amely nem rendelkezett kinetikus energia-visszanyelő rendszerrel (KERS). Ráadásul mivel az autó nem ment át a törésteszteken, így ki kellett hagyniuk az egyik szezon előtti tesztet, amely hátrányosan hatott a fejlesztésre. Az évad során, noha egyetlen pontot sem szereztek, közvetlen riválisaikkal szemben végig harcban álltak. A HRT előtt zárták az idényt, azonban az utolsó futamon elbukták a konstruktőri 10. helyet a Caterham ellenében, így nem részesültek az azzal járó pénzjutalomból sem. 2013-ban új felállással vágtak neki az idénynek: egyik pilótájuknak Max Chiltont szerződtették le, a másik versenyző esetében azonban gondok voltak: az eredetileg szerződtetni kívánt Luiz Razia szponzori okokból nem kapott versenyzői ülést, helyette a Ferrari versenyzői akadémiájának újonca, Jules Bianchi vezethetett. Bár pontot ebben az idényben sem szereztek, az autójuk megbízhatósága kitűnő volt, emiatt a 10. helyen zárták az idényt, az azzal járó szponzori pénzekkel együtt. Max Chilton pedig az első újonc autóversenyző lett a Formula–1 történetében, aki minden futamon célba ért.

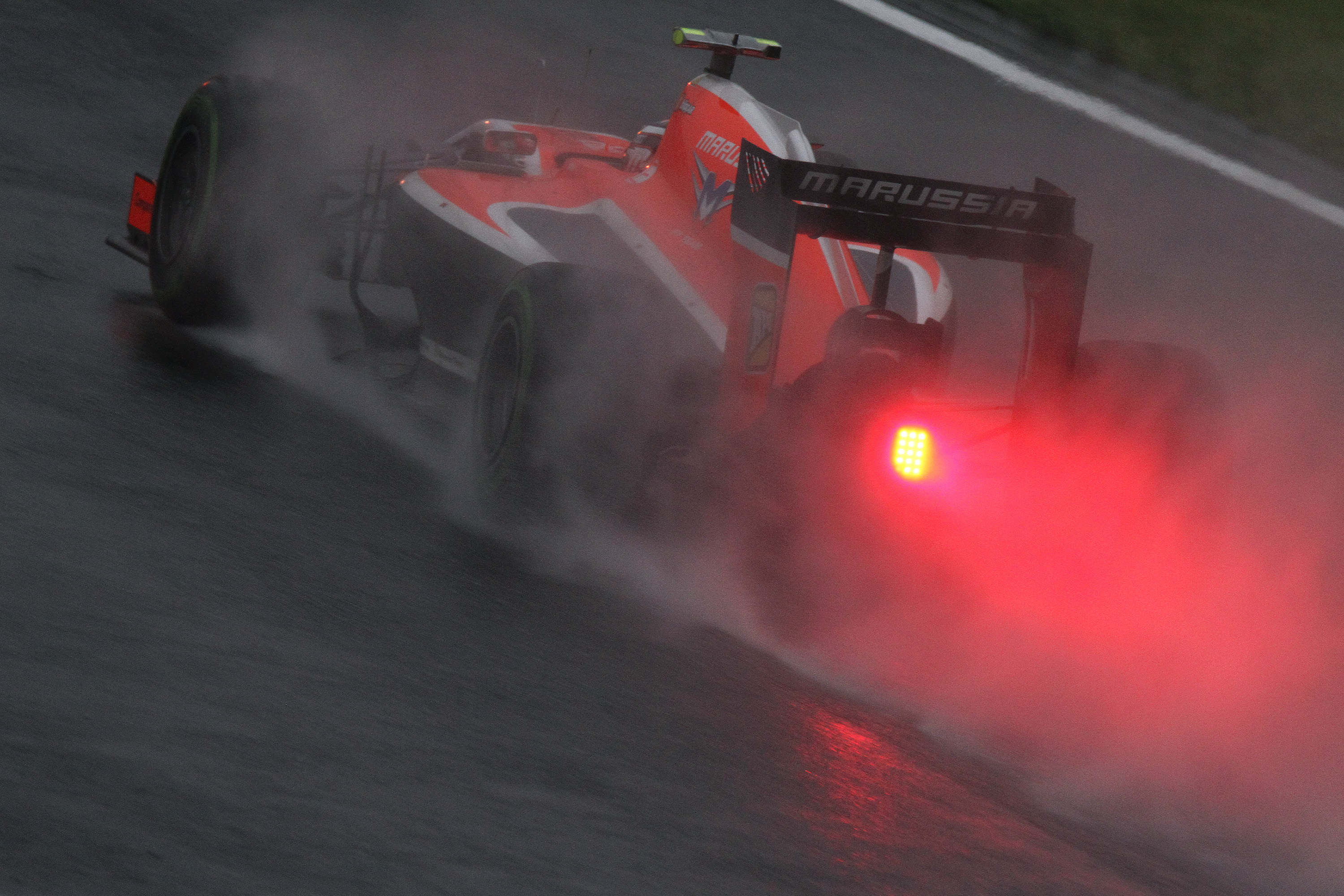
Max Chilton a 2014-es Japán nagydíjon

2014-ben az új motorszabályok ismeretében a Cosworth már nem épített turbómotort, ezért Ferrari-erőforrásokra váltottak. A csapat első pontjait a 2014-es monacói nagydíjon szerezte meg egy kilencedik hellyel, melyet Jules Bianchi ért el. (Ha nem kap 5 másodperces büntetést a verseny végén, akkor a nyolcadik helyen ért volna célba.) A Belga Nagydíj előtt Alexander Rossit leszerződtették tesztpilótának, aki Chilton helyett majdnem beugrott versenyzőként. A tájfun miatt kaotikus japán nagydíjon Jules Bianchi súlyos balesetet szenvedett, melyek következtében később életét vesztette – 20 év után ez volt az első halálos baleset a Formula–1 történetében. A csapat a következő versenyen úgy döntött, hogy csak Chiltont indítja, amire az FIA is áldását adta. Ekkortájt derült ki az is, hogy a csapat súlyos pénzügyi gondokkal küzd, emiatt az utolsó három futamon már el sem indultak. November 7-én bejelentették, hogy a Marussia csődbe ment, több mint 200 dolgozóját pedig elbocsájtották, miután nem akadt vevő a súlyos adósságokat felhalmozó csapatra.

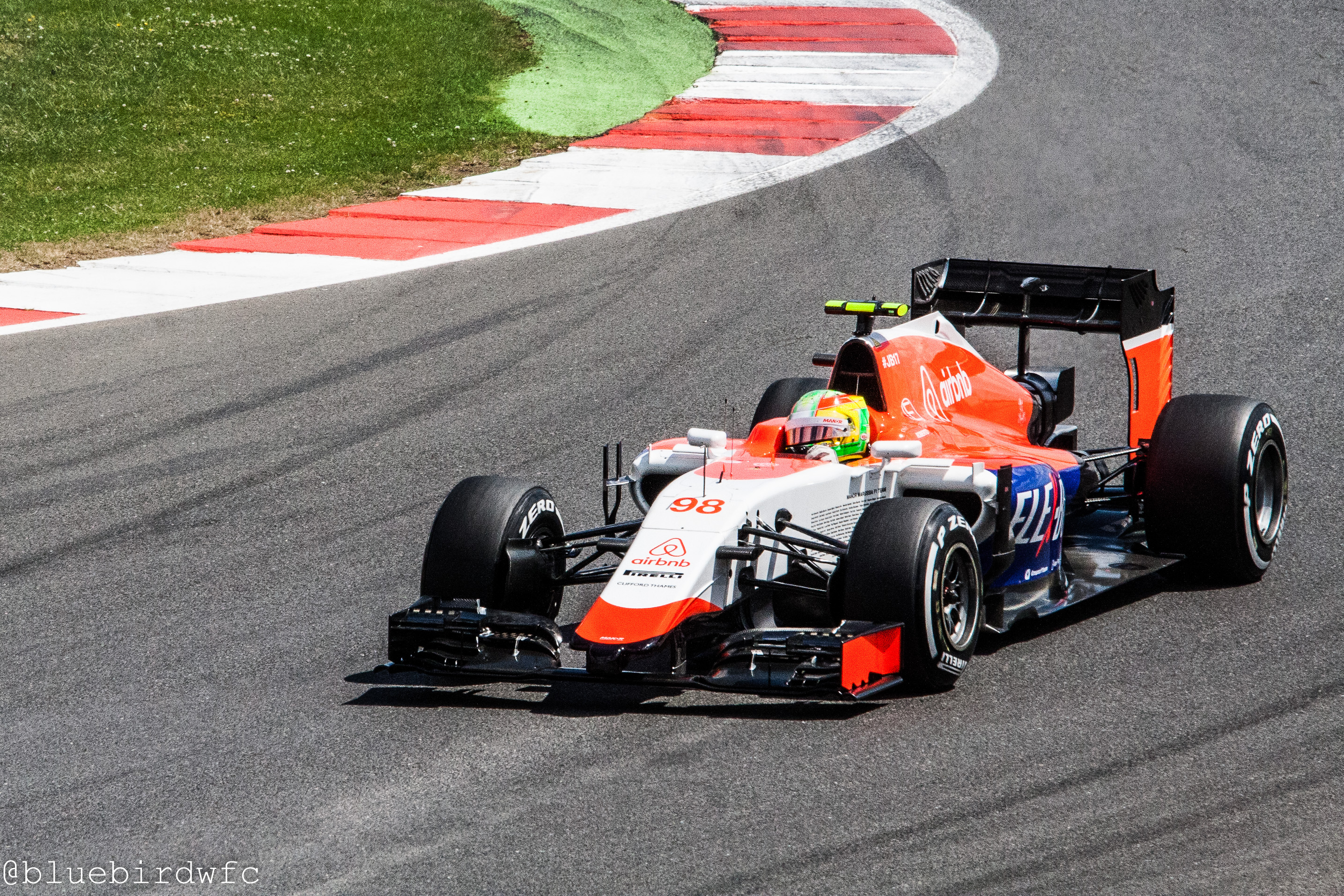
Roberto Merhi a 2015-ös Brit nagydíjon

2015 februárjában aztán bejelentették, hogy a Marussia F1 Team új csapattal Manor Marussia F1 Team néven indul a 2015-ös bajnokságban. Ez annak volt köszönhető, hogy egy üzletember, Stephen Fitzpatrick megvásárolta a csapatot, tekintettel arra, hogy az előző idényben Bianchi által megszerzett 2 pont miatt jogosultak voltak pénzügyi támogatásra. Különleges engedély birtokában a 2014-es autójuk módosított változatával szerepelhettek, azzal, hogy év közepére elkészül az új autó is – ennek fejlesztését azonban végül abbahagyták, tekintettel arra, hogy az átalakított modell is megfelelt az idényben támasztott elvárásoknak, és így nyugodtabban készülhettek a 2016-os idényre. Pilótaként Will Stevenst és Roberto Merhit szerződtették le. Az autó átment a törésteszteken is, de az évadnyitó Ausztrál Nagydíjon mégsem vettek részt, technikai gondokra hivatkozva. A maláj nagydíjon aztán az időmérőt Stevens technikai okok miatt kihagyta, és így a futamon sem indulhatott. Merhi teljesítette, és bár nem tudott a 107%-on belül végezni, négy tizeddel elmaradt attól, de az FIA engedélyezte számára a futamon való indulást, mert a szabadedzéseken a két pilóta megfutotta a limitidőt. Merhi az utolsó helyen végzett, azaz a 15. helyre hozta be a Manort háromkörös hátránnyal.
A 2015-ös kanadai nagydíjon a csapat bejelentette, hogy leigazolták tartalékpilótának a 2013-as GP2-es bajnokot, a svájci Fabio Leimert. Továbbá a Mercedes korábbi technikai igazgatója, Bob Bell lett a csapat technikai tanácsadója, valamint a korábban a Toro Rossonál dolgozó Luca Furbattot is leigazolták vezető formatervezőnek. Ezen kívül Gianluca Pisanello lett a csapat főmérnöke, aki korábban a Caterham csapatnál dolgozott. Ekkoriban érkeztek az első szponzorok is: az Airbnb és a Flex-Box. A szingapúri nagydíj előtt bejelentették, hogy leigazolták az amerikai Alexander Rossit a hátralévő hétből öt versenyhétvégére, Merhi helyett. A mexikói nagydíj előtt a csapat bejelentette, hogy a csapatfőnök John Booth és az elnök-sportigazgató Graeme Lowdon az idény végén távoznak. Bár ebben az idényben nem sikerült pontot szerezniük, autójuk megbízhatósága annyira jó volt, hogy a 2014-es és 2015-ös idényben összesen 45 ezer km-t tudtak teljesíteni hiba nélkül.
2016-ban a Manor új autóval, és Mercedes-erőforrásokkal indul a Formula–1-ben.

## Eredmények a Formula–1-ben

### Összefoglaló
| Szezon | Név                    | Modell         | Gumi | Motor            | Üzemanyag | Versenyzők                                 | Helyezés     |
| ------ | ---------------------- | -------------- | ---- | ---------------- | --------- | ------------------------------------------ | ------------ |
| 2012   | Marussia F1 Team       | Marussia MR01  | P    | Cosworth V8      | Sunoco    | Timo Glock Charles Pic                     | 11. (0 pont) |
| 2013   | Marussia F1 Team       | Marussia MR02  | P    | Cosworth V8      | BP        | Jules Bianchi Max Chilton                  | 10. (0 pont) |
| 2014   | Marussia F1 Team       | Marussia MR03  | P    | Ferrari V6 turbó | Shell     | Jules Bianchi Max Chilton                  | 9. (2 pont)  |
| 2015   | Manor-Marussia F1 Team | Marussia MR03B | P    | Ferrari V6 turbó | Shell     | Will Stevens Roberto Merhi Alexander Rossi | 10. (0 pont) |

### Teljes Formula–1-es eredménysorozata
| A Marussia teljes Formula–1-es eredménysorozata | A Marussia teljes Formula–1-es eredménysorozata | A Marussia teljes Formula–1-es eredménysorozata | A Marussia teljes Formula–1-es eredménysorozata | A Marussia teljes Formula–1-es eredménysorozata | A Marussia teljes Formula–1-es eredménysorozata | A Marussia teljes Formula–1-es eredménysorozata | A Marussia teljes Formula–1-es eredménysorozata | A Marussia teljes Formula–1-es eredménysorozata | A Marussia teljes Formula–1-es eredménysorozata | A Marussia teljes Formula–1-es eredménysorozata | A Marussia teljes Formula–1-es eredménysorozata | A Marussia teljes Formula–1-es eredménysorozata | A Marussia teljes Formula–1-es eredménysorozata | A Marussia teljes Formula–1-es eredménysorozata | A Marussia teljes Formula–1-es eredménysorozata | A Marussia teljes Formula–1-es eredménysorozata | A Marussia teljes Formula–1-es eredménysorozata | A Marussia teljes Formula–1-es eredménysorozata | A Marussia teljes Formula–1-es eredménysorozata | A Marussia teljes Formula–1-es eredménysorozata | A Marussia teljes Formula–1-es eredménysorozata | A Marussia teljes Formula–1-es eredménysorozata | A Marussia teljes Formula–1-es eredménysorozata | A Marussia teljes Formula–1-es eredménysorozata | A Marussia teljes Formula–1-es eredménysorozata | A Marussia teljes Formula–1-es eredménysorozata | A Marussia teljes Formula–1-es eredménysorozata |
| Év                                              | Kasztni                                         | Motor                                           | Gumi                                            | Versenyzők                                      | 1                                               | 2                                               | 3                                               | 4                                               | 5                                               | 6                                               | 7                                               | 8                                               | 9                                               | 10                                              | 11                                              | 12                                              | 13                                              | 14                                              | 15                                              | 16                                              | 17                                              | 18                                              | 19                                              | 20                                              | Pont                                            | Helyezés                                        |                                                 |
| ----------------------------------------------- | ----------------------------------------------- | ----------------------------------------------- | ----------------------------------------------- | ----------------------------------------------- | ----------------------------------------------- | ----------------------------------------------- | ----------------------------------------------- | ----------------------------------------------- | ----------------------------------------------- | ----------------------------------------------- | ----------------------------------------------- | ----------------------------------------------- | ----------------------------------------------- | ----------------------------------------------- | ----------------------------------------------- | ----------------------------------------------- | ----------------------------------------------- | ----------------------------------------------- | ----------------------------------------------- | ----------------------------------------------- | ----------------------------------------------- | ----------------------------------------------- | ----------------------------------------------- | ----------------------------------------------- | ----------------------------------------------- | ----------------------------------------------- | ----------------------------------------------- |
| 2012                                            | MR01                                            | Cosworth CA2012 2.4 V8                          | P                                               |                                                 | AUS                                             | MAL                                             | CHN                                             | BHR                                             | ESP                                             | MON                                             | CAN                                             | EUR                                             | GBR                                             | GER                                             | HUN                                             | BEL                                             | ITA                                             | SIN                                             | JPN                                             | KOR                                             | IND                                             | UAE                                             | USA                                             | BRA                                             | 0                                               | 11.                                             |                                                 |
| 2012                                            | MR01                                            | Cosworth CA2012 2.4 V8                          | P                                               | Timo Glock                                      | 14                                              | 17                                              | 19                                              | 19                                              | 18                                              | 14                                              | ki                                              | ni                                              | 18                                              | 22                                              | 21                                              | 15                                              | 17                                              | 12                                              | 16                                              | 18                                              | 20                                              | 14                                              | 19                                              | 18                                              | 0                                               | 11.                                             |                                                 |
| 2012                                            | MR01                                            | Cosworth CA2012 2.4 V8                          | P                                               | Charles Pic                                     | 15†                                             | 20                                              | 20                                              | ki                                              | ki                                              | ki                                              | 20                                              | 15                                              | 19                                              | 20                                              | 20                                              | 16                                              | 16                                              | 16                                              | ki                                              | 19                                              | 19                                              | ki                                              | 20                                              | 12                                              | 0                                               | 11.                                             |                                                 |
| 2013                                            | MR02                                            | Cosworth CA2013 2.4 V8                          | P                                               |                                                 | AUS                                             | MAL                                             | CHN                                             | BHR                                             | ESP                                             | MON                                             | CAN                                             | GBR                                             | GER                                             | HUN                                             | BEL                                             | ITA                                             | SIN                                             | KOR                                             | JPN                                             | IND                                             | UAE                                             | USA                                             | BRA                                             |                                                 | 0                                               | 10.                                             |                                                 |
| 2013                                            | MR02                                            | Cosworth CA2013 2.4 V8                          | P                                               | Jules Bianchi                                   | 15                                              | 13                                              | 15                                              | 19                                              | 18                                              | ki                                              | 17                                              | 16                                              | ki                                              | 16                                              | 18                                              | 19                                              | 18                                              | 16                                              | ki                                              | 18                                              | 20                                              | 18                                              | 17                                              |                                                 | 0                                               | 10.                                             |                                                 |
| 2013                                            | MR02                                            | Cosworth CA2013 2.4 V8                          | P                                               | Max Chilton                                     | 17                                              | 16                                              | 17                                              | 20                                              | 19                                              | 15                                              | 20                                              | 17                                              | 19                                              | 17                                              | 19                                              | 20                                              | 17                                              | 17                                              | 19                                              | 17                                              | 21                                              | 21                                              | 19                                              |                                                 | 0                                               | 10.                                             |                                                 |
| 2014                                            | MR03                                            | Ferrari 059/3 1.6 V6 turbó                      | P                                               |                                                 | AUS                                             | MAL                                             | BHR                                             | CHN                                             | ESP                                             | MON                                             | CAN                                             | AUT                                             | GBR                                             | GER                                             | HUN                                             | BEL                                             | ITA                                             | SIN                                             | JPN                                             | RUS                                             | USA                                             | BRA                                             | UAE                                             |                                                 | 2                                               | 9.                                              |                                                 |
| 2014                                            | MR03                                            | Ferrari 059/3 1.6 V6 turbó                      | P                                               | Jules Bianchi                                   | hn                                              | ki                                              | 16                                              | 17                                              | 18                                              | 9                                               | ki                                              | 15                                              | 14                                              | 15                                              | 15                                              | 18†                                             | 18                                              | 16                                              | 20†                                             |                                                 |                                                 |                                                 |                                                 |                                                 | 2                                               | 9.                                              |                                                 |
| 2014                                            | MR03                                            | Ferrari 059/3 1.6 V6 turbó                      | P                                               | Max Chilton                                     | 13                                              | 15                                              | 13                                              | 19                                              | 19                                              | 14                                              | ki                                              | 17                                              | 16                                              | 17                                              | 16                                              | 16                                              | ki                                              | 17                                              | 18                                              | ki                                              |                                                 |                                                 |                                                 |                                                 | 2                                               | 9.                                              |                                                 |
| 2014                                            | MR03                                            | Ferrari 059/3 1.6 V6 turbó                      | P                                               | Alexander Rossi                                 |                                                 |                                                 |                                                 |                                                 |                                                 |                                                 |                                                 |                                                 |                                                 |                                                 |                                                 |                                                 |                                                 |                                                 |                                                 | vi                                              |                                                 |                                                 |                                                 |                                                 | 2                                               | 9.                                              |                                                 |
| 2015                                            | MR03B                                           | Ferrari 059/3 1.6 V6 turbó                      | P                                               |                                                 | AUS                                             | MAL                                             | CHN                                             | BHR                                             | ESP                                             | MON                                             | CAN                                             | AUT                                             | GBR                                             | HUN                                             | BEL                                             | ITA                                             | SIN                                             | JPN                                             | RUS                                             | USA                                             | MEX                                             | BRA                                             | UAE                                             |                                                 | 0                                               | 10.                                             |                                                 |
| 2015                                            | MR03B                                           | Ferrari 059/3 1.6 V6 turbó                      | P                                               | Will Stevens                                    | vi                                              | ni                                              | 15                                              | 16                                              | 17                                              | 17                                              | 17                                              | ki                                              | 13                                              | 16                                              | 16                                              | 15                                              | 15                                              | 19                                              | 14                                              | ki                                              | 16                                              | 17                                              | 18                                              |                                                 | 0                                               | 10.                                             |                                                 |
| 2015                                            | MR03B                                           | Ferrari 059/3 1.6 V6 turbó                      | P                                               | Roberto Merhi                                   | vi                                              | 15                                              | 16                                              | 17                                              | 18                                              | 16                                              | ki                                              | 14                                              | 12                                              | 15                                              | 15                                              | 16                                              |                                                 |                                                 | 13                                              |                                                 |                                                 |                                                 | 19                                              |                                                 | 0                                               | 10.                                             |                                                 |
| 2015                                            | MR03B                                           | Ferrari 059/3 1.6 V6 turbó                      | P                                               | Alexander Rossi                                 |                                                 |                                                 |                                                 |                                                 |                                                 |                                                 |                                                 |                                                 |                                                 |                                                 |                                                 |                                                 | 14                                              | 18                                              |                                                 | 12                                              | 15                                              | 18                                              |                                                 |                                                 | 0                                               | 10.                                             |                                                 |

* Folyamatban lévő szezon.
A 2014-es szezonzáró abu-dzabi nagydíjon dupla pontokat osztottak ki.
†: Bár kiesett, de a verseny 90%-át teljesítette, így teljesítményét értékelték.